# 川口市立戸塚中学校
川口市立戸塚中学校（かわぐちしりつ とづかちゅうがっこう）は、埼玉県川口市戸塚鋏町に所在する公立中学校。

## 概要
川口市は公立学校選択制（2018年度で終了）を取り入れていたため、この学校も対象であった。
2020年春から学校から指定された範囲の所から通う生徒は自転車通学が可能となる予定。

## 教育目標
- 自ら考えよく学ぶ生徒
- 心豊かで思いやりのある生徒
- 心身ともに健やかな生徒

## 部活動

### 運動部
- 陸上競技部
- 水泳部
- 野球部
- サッカー部
- ソフトボール部
- 男子バレーボール部
- 女子バレーボール部
- 男子バスケットボール部
- 女子バスケットボール部
- 男子ソフトテニス部
- 女子ソフトテニス部
- 男子バドミントン部
- 女子バドミントン部
- 男子ハンドボール部
- 女子ハンドボール部
- 男子卓球部
- 女子卓球部
- 柔道部・相撲部
- 剣道部

### 文化部
- 吹奏楽部
- 家庭科部
- 美術部
- 文芸部
- 文化総合部
- チャレンジ部

## 通学区域
- 大字久左衛門新田 全域
- 長蔵1丁目 全域
- 長蔵2丁目 全域
- 長蔵3丁目 全域
- 大字藤兵衛新田 全域
- 戸塚6丁目 全域
- 戸塚鋏町 全域
- 戸塚境町 全域
- 戸塚東1丁目 全域
- 戸塚東2丁目 全域
- 戸塚東3丁目 全域
- 戸塚東4丁目 1番1号〜29番99号
- 戸塚東4丁目 30番1号〜99番99号
- 東川口2丁目 4番1号〜99番99号
- 東川口3丁目 7番1号〜99番99号
- 東川口4丁目 23番1号〜99番99号
- 東川口5丁目 全域
- 東川口6丁目 全域

## 施設
施設は、管理棟(体育室部分を除いて3階建て)と教室棟(4階建て)で構成されており、それぞれ1階、2階に渡り廊下がある。テニスコートが2面、屋外にプール、校庭がある。

## 交通
東川口駅から徒歩約30分。戸塚安行駅から徒歩20分。
バス
西川04　東川口駅南口～戸塚中学校入口～長蔵二丁目～戸塚安行駅～慈林～西川口駅東口
東川84　東川口駅南口～戸塚中学校入口～長蔵二丁目～戸塚安行駅～鳩ケ谷車庫(赤山)
東川01　東川口駅南口～戸塚グランド～川口東高校入口～戸塚鋏～川口環境センター
戸塚中学校入口徒歩3分　川口東高校入口徒歩10分　いずれも国際興業バス

## 著名な関係者
出身者
- 伊勢直弘 - 脚本家・演出家・城西国際大学講師
- 澤井直人 - サッカー選手
- 安西幸輝 - サッカー選手
- 早坂尚人 - 体操選手
- 廣田あいか - タレント・YouTuber
- 鮫島るい - AV女優・柔道家（2007年全国中学校柔道大会女子57kg級優勝）

教職員
- 岩井厚裕 - 元サッカー選手、元サッカー部顧問　(‐2017.3)